# Podczaszy wielki koronny
Podczaszy wielki koronny (łac. pocillator Regni) – urząd dworski Korony Królestwa Polskiego I Rzeczypospolitej.
Do jego kompetencji należało dysponowanie napojami w czasie uczt dworu królewskiego. Podawał królowi puchar, skosztowawszy najpierw trunku, co miało na celu wykrycie potencjalnej trucizny. Podawał desery, trzymał klucz nad bardzo wówczas drogimi przyprawami korzennymi.